# Германовичский сельсовет
Германовичский сельсовет (белор. Германавіцкі сельсавет) — административная единица на территории Шарковщинского района Витебской области Республики Беларусь. Административный центр — агрогородок Германовичи.

## История
Решением Щарковщинского районного Совета депутатов от 26 января 2022 г. № 223 "Об упразднении сельских населённых пунктов Щарковщинского района" деревня Углы упразднена.

## Состав
Германовичский сельсовет включает 54 населённых пункта:
- Азета — деревня
- Белый Двор — деревня
- Беляны — хутор
- Боярщина — деревня
- Бояры 1 — деревня
- Буды — деревня
- Васильково — деревня
- Великое Село — агрогородок
- Винцентово — хутор
- Германовичи — агрогородок
- Глиновка — деревня
- Григоровщина — деревня
- Гузоватка — хутор
- Гурки — деревня
- Дикево — деревня
- Жуки Горные — деревня
- Жуки Ложные — деревня
- Зачистики — деревня
- Зорька — деревня
- Иваново — деревня
- Королево — деревня
- Крапивники — деревня
- Красная Горка — хутор
- Красовщина — деревня
- Кукавка — хутор
- Курилово — деревня
- Лесково — деревня
- Липово — хутор
- Лазовики — деревня
- Людвиново — деревня
- Марги — хутор
- Марьянполье — хутор
- Муращина — хутор
- Никитенки — деревня
- Николаево — деревня
- Новосельцы — деревня
- Отоки — деревня
- Пищалевка — хутор
- Погоры — деревня
- Попки — деревня
- Премяны — деревня
- Радьки — деревня
- Ринполье — хутор
- Ручай — деревня
- Саварина — деревня
- Смейно — хутор
- Столица — деревня
- Терешки — деревня
- Черемхова — деревня
- Шишки — деревня
- Шкели — деревня
- Юзефово — деревня
- Якубово — деревня
- Ямно — деревня

Упразднённые населённые пункты на территории сельсовета:
- Брилек — деревня
- Мостки — хутор
- Сынодворцы — деревня
- Подорщина — хутор
- Углы — деревня

## Культура
- Учреждение культуры «Художественно-этнографический музей имени Я. Н. Дроздовича» в аг. Германовичи
- Филиал районного Центра ремёсел в аг. Германовичи
- Школьный историко-краеведческий музей в аг. Германовичи

## Достопримечательность
- Католическая церковь Преображения Господня (1787) в аг. Германовичи
- Дворцово-парковый комплекс Ширинов (XVIII век) в аг. Германовичи
- Свято-Успенская церковь в аг. Германовичи. Памятник деревянного народного зодчества (начало XX века)